# Xavier Castillo
Xavier Jesús Castillo Briceño (Caracas, 31 de julio de 1982) más conocido como Xavi Castillo es un locutor, presentador y actor venezolano. Es conocido por su participación en diversos programas juveniles como Magazine47, De Ruta o Cine Conexión, transmitidos por Ame (canal 47) en la República Dominicana. Formó parte de la telenovela juvenil Apasionados, retransmitida por Antena 7 (Canal 7).  Actualmente es locutor de LOS40 República Dominicana.

## Carrera
Dio sus primeros pasos en los medios de comunicación como talento en diferentes programas de radio y televisión en Santo Domingo. El primer programa de radio en el que participó fue Joven i, por la estación 104.5fm. Un año más tarde pasa a formar parte del equipo de AMÉ 47 como presentador del programa de entretenimiento Magazine 47, a la par continua como presentador de otro programa dedicado al séptimo arte, llamado Cine Conexión. Luego iniciaría un proyecto el cual produjo y fue animador, donde exploraba la geografía nacional con un enfoque en la sana diversión, llamado De Ruta. A inicios del 2010 actúa en la primera telenovela juvenil dominicana, Apasionados, transmitida por Antena Latina (canal 7). 
En el 2011 se involucra en la producción de radio y televisión, donde trabajó como productor en el primer programa de gastronomía del país llamado A 4 Tiempos, en La Nota Diferente 95.7fm donde tuvo la oportunidad de compartir con chefs de alto renombre a nivel mundial. 
Actualmente es locutor de LOS40 República Dominicana, y pone su voz a varias marcas importantes dentro y fuera del país.